# Georg Hilburger
Georg Hilburger (* 26. Februar 1906 in Voitsberg; † April 1985 in Weiden in der Oberpfalz) war ein deutscher Politiker (GB/BHE).
Hilburger, der aus dem heute zu Tännesberg gehörenden Voitsberg in der Oberpfalz stammte, war beruflich als Finanzangestellter in Weiden in der Oberpfalz tätig.
Vom 12. August 1960, als er für den verstorbenen Herbert Schier nachrückte, bis zum Ende der Wahlperiode 1962 gehörte er dem Bayerischen Landtag an. Zunächst Mitglied des GB/BHE wurde er nach der Fusion der Flüchtlingspartei mit der Deutschen Partei Mitglied des Fusionsprodukts Gesamtdeutsche Partei, für die er bei der Bundestagswahl 1961 erfolglos im Bundestagswahlkreis Tirschenreuth antrat.